# Plymouth (Kalifornia)
Plymouth város az Amerikai Egyesült Államok Kalifornia államában, Amador megyében. Lakosainak száma 1078 fő (2020. április 1.).

## Népesség
A település népességének változása:

| 2010 | 1 005 |
| 2020 | 1 078 |